# Записки молодого варшавянина
«Записки молодого варшавянина» (пол. Urodziny młodego warszawiaka) — польский фильм, снятый в 1980 году режиссёрами Эвой и Чеславом Петельскими по повести Ежи Стефана Ставиньского «Записки молодого варшавянина в день рождения».

## В ролях
- Пётр Лысак — Ежи Белецкий
- Анджей Лапицкий — Станислав Белецкий, отец Ежи
- Иоланта Грушниц — Тереза, возлюбленная Ежи
- Аркадиуш Базак — Густав, командир Ежи
- Эугениуш Каминьский — майор, командир Ежи
- Габриела Ковнацкая — Ядзька, жена Станислава Белецкого
- Ханна Скаржанка — Бабушка Ежи
- Витольд Пыркош — Антоний Якубович
- Казимеж Качур — Карчевский
- Тадеуш Сомоги — офицер в ресторане
- Ежи Цнота — мужчина у киоска c самогоном
- Тадеуш Теодорчик — мужчина у киоска c самогоном
- Ежи Янечек — «Вольский», партизан

## Технические данные
- Художественный фильм, цветной
- Метраж: 2725 м
- Продолжительность: 96 минут
- Производство: Киногруппа «Иллюзион»